# Yangzhuang (köpinghuvudort i Kina, Henan Sheng, lat 33,84, long 113,04)
Yangzhuang är en köpinghuvudort i Kina. Den ligger i provinsen Henan, i den centrala delen av landet, omkring 120 kilometer sydväst om provinshuvudstaden Zhengzhou. Antalet invånare är 54 470. Befolkningen består av 26 610 kvinnor och 27 860 män. Barn under 15 år utgör 18,0 %, vuxna 15-64 år 73 %, och äldre över 65 år 8,0 %.
Runt Yangzhuang är det tätbefolkat, med 356 invånare per kvadratkilometer. Yangzhuang är det största samhället i trakten. Trakten runt Yangzhuang består till största delen av jordbruksmark.
Genomsnittlig årsnederbörd är 819 millimeter. Den regnigaste månaden är september, med i genomsnitt 157 mm nederbörd, och den torraste är januari, med 5 mm nederbörd.